# Conflito entre Quirguistão e Tajiquistão em 2021
O conflito Quirguistão-Tajiquistão de 2021 foi um conflito de fronteira que começou entre o Quirguistão e o Tajiquistão em 28 de abril. Os eventos relacionados ao início do conflito foram contestados, mas supostamente começaram devido a uma antiga disputa pela água entre os dois países da Ásia Central. Pelo menos 48 pessoas foram mortas nos eventos e mais de 33.000 civis foram deslocados.

## Antecedentes
O conflito entre o Quirguistão e o Tajiquistão, que são membros da Organização de Cooperação de Xangai e da Organização do Tratado de Segurança Coletiva, eclodiu depois que o ministro da Defesa russo, Sergei Shoigu, chegou à capital do Tajiquistão, Duxambé. Os residentes locais tajiques pretendiam assumir o controle do sistema de distribuição de água no rio Ak-suu, ademais o conflito começou com a insatisfação da população local quirguiz em relação à instalação de câmeras de vigilância pelas forças tajiques. Especialistas políticos estrangeiros afirmam que o presidente do Quirguistão instigou o conflito ao oferecer a troca de terras quirguizes ao longo da fronteira do Tadjiquistão com o enclave de Voruque. Este anúncio oficial foi feito pelo recém-eleito presidente do Quirguistão, sem consultar as autoridades tajiques, que os pressionaram a se preparar em caso de emergência. Além disso, os militares quirguizes iniciaram seu treinamento oficial em Batken, perto da fronteira entre o Tajiquistão e o Quirguistão.

## Linha do tempo

### Abril

Região de Batken, no Quirguistão

Em 28 de abril, as forças do Tajiquistão e do Quirguistão começaram os confrontos na fronteira entre ambos os países, perto de Kök-Tash, Leilek, resultando em quatro mortes e dezenas de feridos. No dia seguinte, os confrontos recomeçaram, com relatos de incidentes na aldeia quirguiz de Kok-Terek e algumas outras aldeias no distrito de Leilek, e com pelo menos 41 pessoas mortas de ambos os lados e cerca de 10.000 pessoas evacuadas. No mesmo dia, os ministros das Relações Exteriores do Tajiquistão e do Quirguistão concordaram com um cessar-fogo na fronteira. Em 30 de abril, o Tajiquistão reconheceu o cessar-fogo em um comunicado publicado por seu serviço de informação estatal. No entanto, o cessar-fogo foi quebrado duas vezes pelos tajiques durante o conflito, incluindo a noite de 29 de abril.

### Maio
Em 1 de maio, o presidente do Quirguistão, Sadyr Japarov, assinou um decreto que declara um luto nacional de dois dias, acusando o Tajiquistão de reforçar as tropas e equipamento militar na fronteira. O Quirguistão também acusou as forças tajiques de abrir fogo contra veículos quirguizes na área, enquanto um porta-voz tajique falando de Duxambé declarou que o país estava aderindo ao cessar-fogo e a retirada das tropas. Musurmanbek Tursumatov, representante do administrador regional da região de Batken, disse que as forças tajiques bloquearam a estrada Osh-Batken-Isfana para Voruque, apesar do cessar-fogo entrar em vigor. No mesmo dia, os dois países também concordaram com um novo cessar-fogo após novos confrontos menores, que incluem a retirada de tropas da fronteira. O ministro das Relações Exteriores da Rússia, Sergei Lavrov, exortou os dois países a honrar o novo acordo.
Em 2 de maio, cerca de 33.388 civis no Quirguistão foram evacuados da região de Batken, perto da fronteira. O Ministério do Interior do Quirguistão e do Tajiquistão informaram que a situação na fronteira é estável e calma. No entanto, um foguete ar-terra não detonado foi descoberto mais tarde em uma casa perto da fronteira em Batken.
Em 3 de maio, os dois países concluíram a retirada das tropas da fronteira. O Presidente do Tajiquistão Emomali Rahmon também ordenou que todos os edifícios residenciais destruídos em Chorku sejam restaurados. Em 6 de maio, o Ministério de Situações de Emergência informou que 136 casas e 84 instalações na região de Batken foram destruídas.

## Vítimas
Durante o conflito de quatro dias, pelo menos 46 pessoas foram mortas: 34 morreram no Quirguistão e 12 no Tajiquistão. Pelo menos 163 pessoas ficaram feridas no Quirguistão. Mais de 33.000 pessoas foram evacuadas da área onde o conflito estava ocorrendo.
O Ministério da Saúde e Desenvolvimento Social do Quirguistão declarou que, em geral, militares e civis foram mortos nos confrontos. Também afirmou que a maioria dos mortos e feridos eram civis. Algumas das mortes de civis ocorreram quando os aldeões quirguizes fugiram de suas casas em pânico sob o fogo dos morteiros tajiques. Entre os mortos estavam uma menina e sua mãe, que, de acordo com os relatórios quirguizes, foram baleadas. Em 3 de maio, o número de mortos no Quirguistão chegou a 36 depois que um menino de quatro anos foi morto. O Tajiquistão também admitiu que há mortes do seu lado nos confrontos. Em 4 de maio, o número de tajiques mortos na fronteira aumentou para 19, incluindo oito guardas de fronteira e um oficial da OMON (unidade especial de polícia). Em 5 de maio, o número de mortos durante os confrontos chegou a 55.

## Crimes
Em 30 de abril, a Human Rights Watch relatou que tajiques armados em trajes civis incendiaram todas as 17 casas no vilarejo de Kok-Terek no Quirguistão, e outras moradias foram incendiadas ou destruídas em vários vilarejos no distrito de Leilek. As autoridades quirguizes também afirmaram que uma escola foi incendiada. Em 2 de maio, o Ministério do Interior do Quirguistão lançou 11 investigações criminais sobre os eventos na fronteira. Em 3 de maio, o gabinete do procurador-geral do Tajiquistão lançou uma investigação criminal contra militares e cidadãos quirguizes por “desencadear uma guerra agressiva”. A Procuradoria-Geral do Quirguistão abriu um processo sobre o crime contra a paz em 30 de abril e acusou as Forças Armadas do Tajiquistão de invadir o país e confiscar seu território soberano.